# Ribbingsholm (naturreservat)

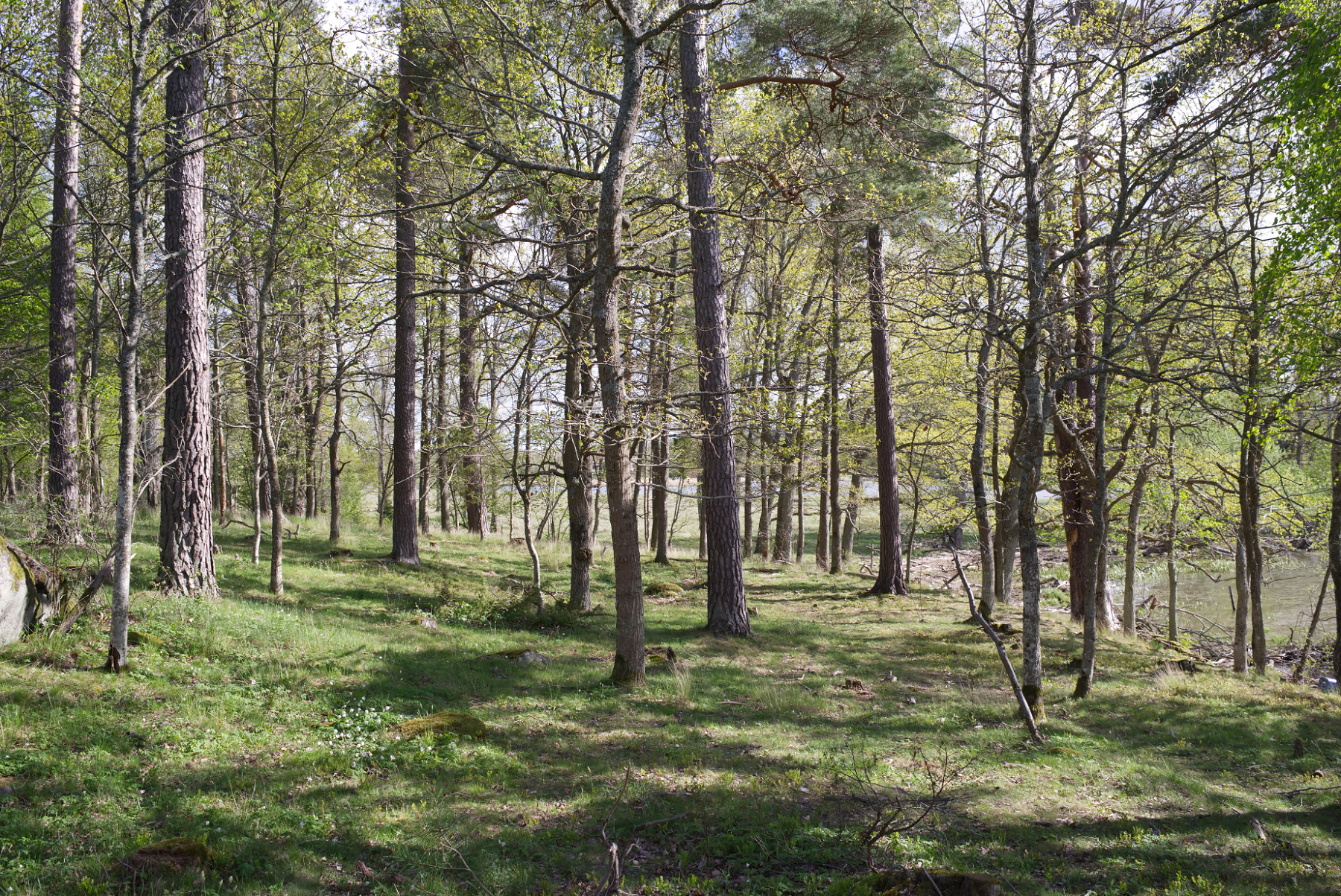
Öppen skogsmark som släpper fram ljuset

Ribbingsholm är ett naturreservat i Norrköpings kommun i Östergötlands län.
Området är naturskyddat sedan 2001 och är 29 hektar stort. Reservatet ligger kring Motala ströms utlopp i Glan och består av ädellövskog och öppna strandängar.